# Huracà Lorenzo (2019)

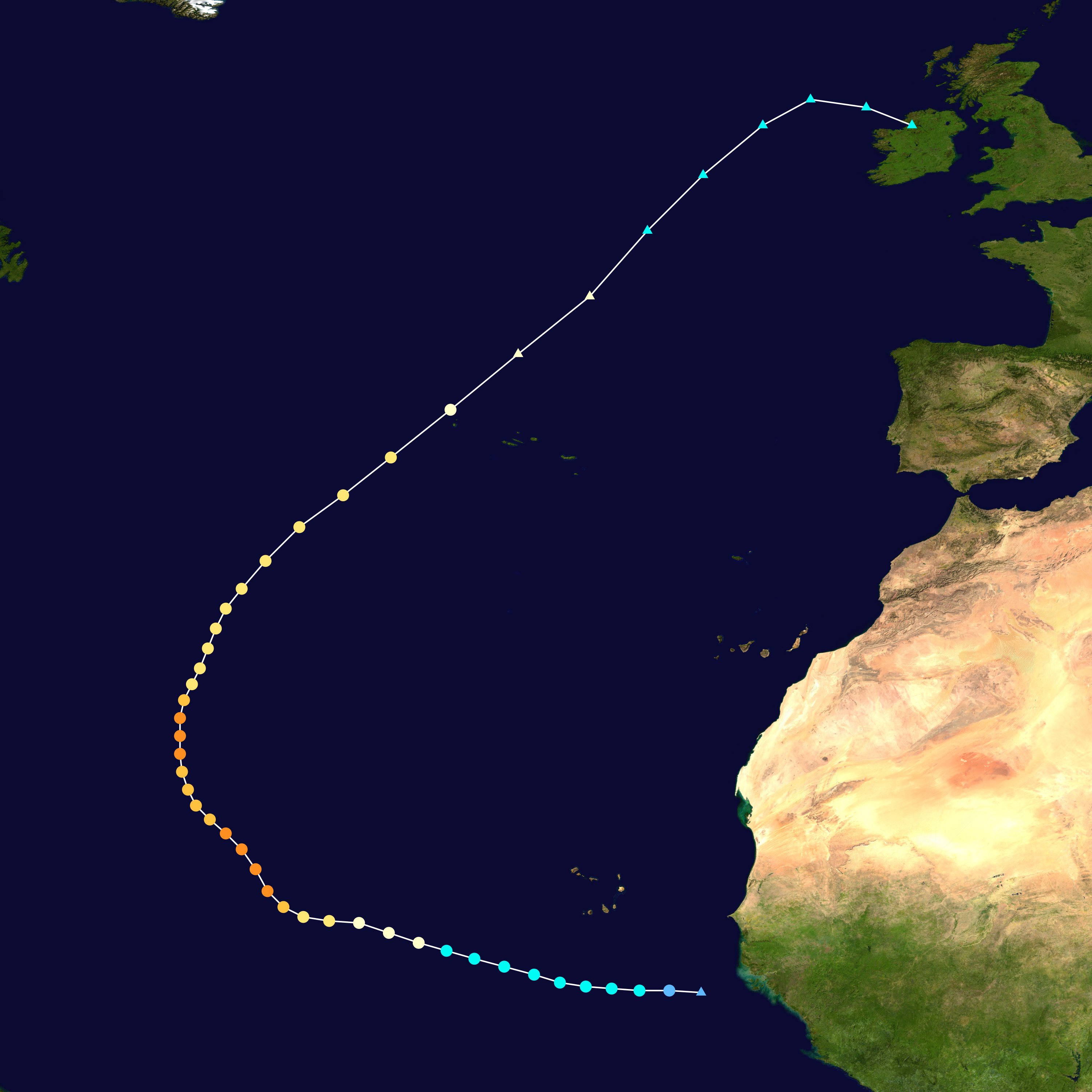
Recorregut de l'Huracà Lorenzo a través de l'Atlàntic.

L'Huracà Lorenzo fou un potent cicló tropical de l'ocèa Atlàntic actiu entre el 23 de setembre i el 2 d'octubre de 2019. És l'huracà de categoria 5 més a l'est de l'Atlàntic i més proper a Europa que s'ha registrat mai. Va ser la dotzena tempesta i el cinquè huracà de la temporada d'huracans de l'Atlàntic de 2019, així com el tercer huracà més gran i el segon huracà de categoria 5 de la mateixa temporada. Lorenzo va desenvolupar-se com una ona tropical a la costa oest d'Àfrica el 22 de setembre. Cap al 26 de setembre es va intensificar ràpidament, convertint-se en un huracà de categoria 4 i, posteriorment, va passar a categoria 5 en la seva trajectòria cap al nord.

## Història meteorològica
El 19 de setembre, el Centre Nacional d'Huracans va començar a controlar una tempesta tropical ondulatòria que tenia previsió d'emergir de la costa de l'oest d'Àfrica. El 22 de setembre, l'onada tropical va emergir a l'Oceà Atlàntic. Sota condicions favorables, el sistema es va enfortir, i a les 03 h UTC de l'endemà, el NHC va iniciar els avisos per Depressió Tropical. Dotze hores més tard, la depressió tropical va enfortir-se a tempesta tropical i va ser nomenat Lorenzo sobre l'Oceà Atlàntic oriental. El 25 de setembre, encara sota condicions favorables, la tempesta es va convertir en huracà de categoria 1. Unes hores més tard, Lorenzo va intensificar-se a categoria 2. Al llarg del matí del 26 de setembre, la tempesta va completar el cicle de substitució i va experimentar un període de ràpida intensificació. L'augment va ser prou important, ja que va sostenir vents de 55 km/h en només sis hores i que van causar que Lorenzo aconseguís la categoria 4 a les 15 h UTC del mateix dia. En aquest punt, Lorenzo ja s'havia convertit en un dels huracans més grans i més potents oficialment registrats pel centre de seguiment, només comparable amb l'Huracà Gabrielle de 1989.
Al seu pas per les Illes Açores ja havia rebaixat la seva intensitat a categoria 2, i tan sols va causar danys materials per l'intens vent a les illes més occidentals. El cicló va dissipar-se a l'entrada a les Illes Britàniques, reintegrant-se com a Corrent Circulatòria general en forma de borrasca el 2 d'octubre.

## Preparacions i impacte

### Illes Açores
El 30 de setembre, l'Institut Contactes do Mar i dona Atmosfera (IPMA) va emetre un avís d'huracà per a les Açores, el qual va augmentar a alertes aquest mateix dia a la tarda.
- Les àrees amb avisos de nivell vermell (extrem) van ser les illes més occidentals i centrals d'Açores, incloent-hi Flors, Corvo, Faial, Pico, São Jorge, Graciosa i Terceira.

- Els avisos de nivell taronja (important) van incloure les dues illes més orientals d'Açores: São Miguel i Santa Maria.

### Illes Britàniques
Durant el matí del 2 d'octubre, el Servei Meteorològic Irlandès Met Éireann va activar l'avís taronja per forts vents en sis comtats de l'oest de país amb vents que podien arribar a velocitats mitjanes de 65 a 80 km/h i amb ràfegues de 100 a 130 km/h, sent encara més fortes en les regions costaneres.
Encara que només va arribar com un exhuracà al Regne Unit, l'Oficina Meteorològica del Regne Unit va advertir que s'esperaven "vents intensos i fortes pluges" en les parts occidentals de Gran Bretanya, i va emetre una advertència meteorològica per Irlanda de Nord, així com avisos per risc d'inundació en zones d'Anglaterra i Gal·les.

### Espanya
Tot i que l'huracà no va afectar Espanya, el seu impacte va fer-se notar a les costes de la Província de La Corunya (Galícia). Entre el 3 i el 4 d'octubre es van activar avisos grocs per mar de fons de 4 a 5 metres a la Costa de la Mort.